# Buismotor

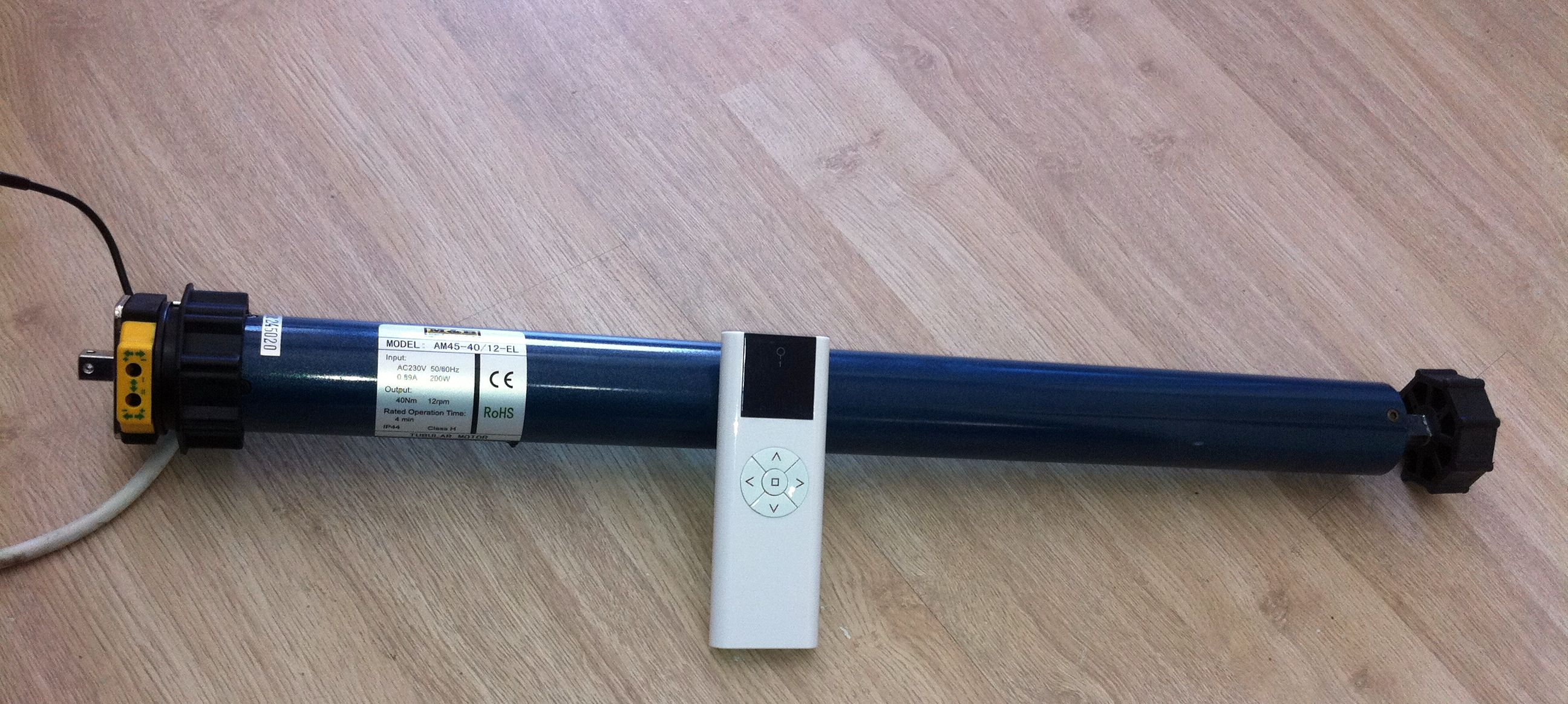
Een buismotor met de bijbehorende draadloze afstandsbediening

Een buismotor is een langwerpige elektromotor waarvan de behuizing buisvormig is uitgevoerd. Dit type motoren wordt veel toegepast in zonweringen en rolluiken. Ze worden geplaatst in de holle as die zich in het rolluik of in de zonwering bevindt. De buismotor wordt met de as gekoppeld door gebruik te maken van een adapter en een meenemer. Deze is zowel specifiek voor de motorserie, alsook voor het astype en de fabrikant.

## De kenmerken van een buismotor
Bij de omschrijving van de motor gebruiken alle fabrikanten twee getallen: het koppel oftewel de draaikracht in Nm en het aantal omwentelingen per minuut. Dus een 6/17 buismotor heeft een koppel van 6 Nm en een draaisnelheid van 17 omwentelingen per minuut. Om te berekenen hoeveel kg de motor dan omhoog kan trekken moet ook de straal van de as bekend zijn. Dit doe je met de volgende formule: (koppel in Nm / straal in meter)/ 9,8. In het voorbeeld van de 6 Nm motor is de uitkomst bij een 50 mm as dan 24 kg.
De meeste buismotoren worden gevoed met 230 V, maar bij motoren voor raamdecoratie wordt veelal 24 V als voeding gebruikt.
In bepaalde toepassingen wordt zonne-energie gebruikt in plaats van netstroom. Dit is echter alleen mogelijk bij motoren met een beperkte trekkracht en met gebruik van een accu voor de opslag van zonne-energie.

## Uitvoeringen
Buismotoren zijn er in bedrade en draadloos bedienbare versie. Een bedrade buismotor wordt bediend met een handbediende schakelaar of een tijdschakelklok. Een afstandsbediening van draadloos te bedienen buismotoren werkt met een radiosignaal en gaat zo door muren heen.

## Gebruik bij automatisering van rolluiken
Buismotoren worden vaak toegepast om oudere rolluiken te automatiseren. Hierbij wordt de veer vervangen door de buismotor.